# Капуста Іван Карпович
Іван Карпович Капуста — засновник династії Капуст на Кінбурні — походив із козацького роду. Його батько служив осавулом у війську Богдана Хмельницького.
У період Руїни (друга половина XVII ст.) Іван опинився на Січі і був відряджений кошовим отаманом на Кінбурн, де працював наглядачем на рибних промислах та соляних озерах. Добре освічений, він легко опанував татарську мову і часто виконував роль тлумача при спілкуванні із чиновниками кримського хана.
За бездоганну службу отримав право на оренду соляного озера. Згодом одружився з місцевою дівчиною, яка добре розумілася на рибальскій праці. Так почалося становлення працьовитої династії на Кінбурнській землі.
Його сини та онуки продовжили справу свого пращура й згодом — завдяки працелюбству і старанності — стали найбагатшою родиною на півострові. Онуки Івана — Ілля та Григорій — брали участь у Кінбурнській битві 1787 р., спорядивши власне судно.
На початку ХХ ст. мали два торговельних судна, економію, добре розвинене тваринницьке господарство, напрямами якого були вівчарство і конярство, а також рибальство. Однак головним джерелом прибутку залишався соляний промисел.
У родині з великою пошаною ставилися до освіти. Нащадок Івана Карповича Капусти Григорій на початку ХХ столітті на власні кошти збудував школу, храм. Його донька Ганна була першою вчителькою у василівській школі на Кінбурні. На початку 1920 року Григорія Матвійовича Капусту було заарештовано, катовано й знищено.
До кінця 30-х років ХХ ст. було репресовано більшість нащадків козацького роду. У результаті цього династія Івана Капусти на Кінбурні припинила своє існування.